# Shudder Mountain
Der Shudder Mountain ist ein 2.671 m hoher Berg mit einer Schartenhöhe von 81 m in der kanadischen Provinz British Columbia.

## Geographie
Der Shudder Mountain ist der dritthöchste Gipfel in der Spearhead Range, einer Teilkette der Garibaldi Ranges in den Coast Mountains. Der vergletscherte Berg liegt 15 km südöstlich von Whistler im Garibaldi Provincial Park und 0,68 km östlich des Tremor Mountain, welcher der nächsthöhere Gipfel ist. Die Abflüsse der Niederschläge von der Südseite des Berges wie auch das Schmelzwasser des Platform Glacier fließen in den Fitzsimmons Creek, einen Zufluss des Green River. Das Schmelzwasser vom Shudder Glacier am Nordhang und vom Shatter Glacier am Osthang fließen über den Billygoat Creek in den Lillooet River. Das Relief ist bemerkenswert, da der Gipfel 1.170 m über den 3 km entfernten Fitzsimmons Creek aufragt.
| Tremor Glacier    | Wedge Mountain | Mount James Turner |
| Tremor Mountain   |                | Billygoat Creek    |
| Fitzsimmons Creek | Mount Macbeth  | Quiver Peak        |

## Name
Der Berg wurde gemeinsam mit dem Tremor Mountain 1964 wie von Dick Culbert vorgeschlagen benannt. Das Toponym wurde am 27. August 1965 durch das Geographical Names Board of Canada offiziell anerkannt. Der Name Shudder bedeutet so viel wie zittern; der ähnlich benannte Tremor Mountain bezieht sich gleichfalls auf den Angehörigen der Seilschaft, welche die Erstbesteigung durchführte, unerklärliche Erschütterungen des Bodens.

## Klima
In Bezug auf die Klimaklassifikation nach Köppen und Geiger herrscht am Shudder Mountain ein Westseiten-Seeklima. Die meisten Wetterfronten stammen vom Pazifik und bewegen sich ostwärts auf die Coast Mountains zu, wo sie durch die Berge zum  Aufsteigen (Windstau) gezwungen werden, was wiederum dazu führt, dass die enthaltene Feuchtigkeit in Form von Regen oder Schnee abgegeben wird. Im Ergebnis führt das zu hohen Niederschlägen in den Coast Mountains, insbesondere zu starken Schneefällen im Winter. Die Temperaturen können unter −20 °C fallen, unter Berücksichtigung von Windchill-Einfluss unter −30 °C. Dieses Klima nährt die den Gipfel umgebenden Gletscher: Tremor Glacier, Shudder Glacier, Shatter Glacier und Platform  Glacier. Die Monate Juli und August bieten die besten Wetterbedingungen für einen Aufstieg.